# Edvard Vesterlund
Edvard Vilhelm Vesterlund (* 1. Februar 1901 in Helsinki; † 7. Dezember 1982 ebenda) war ein finnischer Ringer. Seine internationale Karriere erstreckte sich von 1921 bis 1936. 1924 wurde er bei den Olympischen Sommerspielen in Paris Olympiasieger.

## Werdegang
Edvard Vesterlund (eigentlich Westerlund) begann als Jugendlicher mit dem Ringen. Er startete für den Athletik-Klub Helsinki (Helsingfors). Wie in Finnland üblich, rang er zunächst nur im griechisch-römischen Stil. Ab Mitte der 1920er-Jahre ging er bei nationalen Wettkämpfen auch im freien Stil auf die Matte. Seine internationale Karriere begann bereits 1921, als er bei der Weltmeisterschaft im heimischen Helsinki im griechisch-römischen Stil im Mittelgewicht den 3. Platz belegte. 1922 wurde Edvard Westerlund in Stockholm Weltmeister im griechisch-römischen Stil im Leichtgewicht. 1924 erzielte er dann in Paris mit dem Olympiasieg im griechisch-römischen Stil im Mittelgewicht den größten Erfolg seiner Laufbahn. Er war auch bei den Olympischen Spielen 1928 in Amsterdam am Start, wo er im griechisch-römischen Stil im Leichtgewicht eine Bronzemedaille gewann. Schließlich gelang es ihm sich zum Abschluss seiner Karriere auch für die Olympischen Spiele 1936 in Berlin zu qualifizieren. Dort startete er im griechisch-römischen Stil im Halbschwergewicht, musste sich aber mit dem 8. Platz begnügen. 
Bei Europameisterschaften, die ab 1925 regelmäßig ausgetragen wurden, war er nur im Jahre 1933 in Helsinki am Start. Er kam dort im griechisch-römischen Stil im Mittelgewicht auf den 3. Platz. 
Edvard Westerlund wurde dreimal finnischer Meister, dass er diesen Titel nicht öfter gewann, lag vor allen Dingen an der starken Konkurrenz in Finnland. Sein härtester Rivale war wohl Väinö Kokkinen.
Edvard Westerlunds Brüder Kalle und Emil waren ebenfalls Spitzenringer.

## Erfolge
| Jahr | Platz  | Wettbewerb                            | Stil | Gewichtsklasse | Ergebnisse |
| 1921 | 2.     | WM in Helsingfors                     | GR   | Mittel         | nach Siegen über Alfred Hagmann, Finnland, Viktor Ternestin, Estland, Aarne Pieteläinen und Vihtori Jokela, beide Finnland, einer Niederlage gegen Taavi Tamminen, Finnland, einem Sieg über Eemil Juvonen, Finnland und einer Niederlage gegen Volmari Vikström, Finnland |
| 1922 | 1.     | WM in Stockholm                       | GR   | Leicht         | nach Siegen über Birger Nilsen, Norwegen, Otto Borgström, Schweden, Ödön Radvány, Ungern und Carlo Weinold, Dänemark |
| 1923 | 1.     | Göteborger Kampfspiele                | GR   | Mittel         | vor Vaester, Estland und Adolf Rieger, Deutschland |
| 1924 | Gold   | OS in Paris                           | GR   | Mittel         | nach Siegen über Sade Dürrü, Türkei, J. Dumont, Belgien, J. Reinderman, Niederlande, Harry Nilsson, Schweden, Nikola Grbic, Jugoslawien und Arthur Lindfors, Finnland |
| 1925 | 2.     | Nordische Meisterschaft in Kopenhagen | GR   | Mittel         | hinter Ragnar Bohm, Schweden, vor Johannes Jakobsen, Dänemark |
| 1927 | 3.     | Intern. Turnier in Helsingfors        | GR   | Mittel         | hinter László Papp, Ungarn und Väinö Kokkinen, Finnland, vor Albert Kusnets, Estland |
| 1928 | Bronze | OS in Amsterdam                       | GR   | Leicht         | hinter nach einem Sieg über Karl Pedersen, Norwegen, einer Niederlage gegen Lajos Keresztes, Ungarn, einem Sieg über Walter Massop, Niederlande, einer Niederlage gegen Eduard Sperling, Deutschland und einem Sieg über Tayyar Yalaz, Türkei                              |
| 1928 | 1.     | Intern. Turnier in Wiborg             | GR   | Mittel         | vor Albert Kusnets und Arvo Haavisto, Finnland |
| 1933 | 3.     | EM in Helsinki                        | GR   | Mittel         | nach einer Niederlage gegen Axel Cadier, Schweden, einem Sieg über Karl Kullisaar, Estland und einer Niederlage gegen Jean Földeák, Deutschland |
| 1936 | 8.     | OS in Berlin                          | GR   | Halbschwer     | nach einer Niederlage gegen Axel Cadier, einem Sieg über Jean Houdry, Frankreich und einer Niederlage gegen Olaf Knutsen, Norwegen |

## Finnische Meisterschaften
Edvard Vesterlund wurde dreimal finnischer Meister und siebenmal Vizemeister. Die einzelnen Ergebnisse im Überblick:
- 1920, 2. Platz, GR, Leicht, hinter Oskar Friman und vor Kalle Westerlund
- 1926, 2. Platz, GR, Leicht, hinter Väinö Kokkinen
- 1927, 1. Platz, GR, Leicht, vor P. Kilpiö und Kalle Anttila
- 1927, 2. Platz, FS, Mittel, hinter Arno Haavisto, vor Jaakko Filppula
- 1929, 1. Platz, FS, Welter, vor Eemil Pihlajamäki und Onni Sirenius
- 1930, 2. Platz, GR, Mittel, hinter Väinö Kokkinen und vor Jaska Filppula
- 1930, 2. Platz, FS, Mittel, hinter Matti Lahti, vor L. Hilden
- 1931, 3. Platz, GR, Mittel, hinter Väinö Kokkinen und Mikko Nordling
- 1932, 2. Platz, GR, Mittel, hinter Väinö Kokkinen und vor Eelis Vecksten
- 1933, 2. Platz, GR, Halbschwer  hinter Kyösti Luukko und vor Onni Pellinen
- 1934, 3. Platz, GR, Halbschwer, hinter Väinö Kokkinen und Edil Rosenqvist
- 1936, 1. Platz, GR, Halbschwer, vor Ilmari Kallio und Veikko Korhonen

Erläuterungen
- OS = Olympische Spiele, WM = Weltmeisterschaft, EM = Europameisterschaft
- GR = griechisch-römischer Stil, FS = freier Stil
- Leichtgewicht, bis 1929 bis 67,5 kg, ab 1930 bis 66 kg Körpergewicht, Mittelgewicht, bis 1929 bis 75 kg, ab 1930 bis 79 kg Körpergewicht, Halbschwergewicht, ab 1930  bis 87 kg Körpergewicht, Weltergewicht Freistil 1929 bis 72 kg Körpergewicht, Weltergewicht 1930 auch im griechisch-römischen Stil eingeführt (Körpergewicht ebenfalls bis 72 kg Körpergewicht)